# Oriolus isabellae
Oriolus isabellae е вид птица от семейство Oriolidae. Видът е критично застрашен от изчезване.

## Разпространение
Разпространен е във Филипините.